# Буна (река)
Буна је река у Босни и Херцеговини, лева притока Неретве, у коју се улива око 15 км низводно од Мостара. Дуга је 9 км. Настаје од крашког врела Бунице, које се налази испод стрмог кречњачког одсека простора Рудине и од врела испод кречњачког одсека у Благају. Богата је водом 39 м³/с. Највиши водостаји су у новембру, а најнижи у јулу и августу. На Буни се налазе мрестилиште и узгајалиште пастрмке, околина је погодна за пољопривреду, нарочито воће, поврће и винову лозу. На самом врелу које избија из дубоке пећине у Благају налази се стара дервишка текија коју још 1664. године помиње путописац Евлија Челебија.

## Галерија
- Извор ријеке Буне
- Врело Буне са дервишком текијом.
- Уништени храм Српске православне цркве поред Буне